# Cappella di Enrico VII
La Cappella di Enrico VII, nota anche come la Lady Chapel di Enrico VII, è una grande Lady chapel situata all'estremità orientale dell'Abbazia di Westminster, costruita per volontà di Enrico VII. È separata dal resto dell'abbazia da cancelli d'ottone ed una rampa di scale.
L'abside della cappella contiene l'altare, e dietro di esso, le tombe di Enrico VII e di sua moglie, nonché quella di Giacomo I. Ci sono cinque cappelle absidali.
La cappella è nota per la volta a ventaglio pendente. È costruita in uno stile gotico perpendicolare molto tardo, la cui magnificenza indusse John Leland a chiamarlo orbis miraculum, cioè «la meraviglia del mondo». Nella cappella si trovano le tombe di diversi monarchi tra cui Enrico VII, Edoardo VI, Maria I, Elisabetta I, Giacomo I, Carlo II e Maria Stuarda.
La cappella è anche la chiesa madre dell'Ordine del Bagno dal 1725 e gli stendardi dei membri sono appesi sopra le bancarelle.

## Storia
Nel XIII secolo, un movimento verso la devozione alla Vergine Maria ispirò la costruzione di cappelle in suo onore in tutta Europa. La Lady Chapel di Enrico VII nell'Abbazia di Westminster faceva parte di questa tendenza. Nel 1502, Enrico VII progettò  una nuova cappella. La vecchia fu demolita nel 1502 e la costruzione della nuova fondazione iniziò il 24 gennaio 1503.
Enrico VII aveva tre obiettivi, tenuti in considerazione durante la pianificazione della sua cappella. Il primo era costruire un santuario per onorare e custodire il corpo di Enrico VI che avrebbe dovuto essere canonizzato. Alla fine, la canonizzazione non avvenne ed Enrico VII e sua moglie, Elisabetta di York, furono sepolti nella tomba destinata ad Enrico VI. In secondo luogo, Enrico VII desiderava dedicare alla Vergine una cappella più elaborata per sostituire la struttura più antica e più semplice; e come terzo obiettivo voleva un mausoleo reale per lui, la sua famiglia e i suoi eredi in un importante sito religioso che avrebbe rafforzato la sua legittimità come re e la sua eredità.
Enrico VII stanziò più di £14.000 per la costruzione della cappella tra il 1503 e il 1509. Nel suo testamento ha stabilito che dovevano essere forniti più fondi se necessario. Si ritiene che il costo finale della cappella fosse stato di £ 20.000. Secondo un nobile, Lord Bacon, «Giace a Westminster in uno dei monumenti più maestosi e raffinati d'Europa... In modo che dimori più riccamente morto nel monumento della sua tomba ,di quanto abbia fatto da vivo a Richmond o in uno dei suoi palazzi.»
Nel diciottesimo secolo, un osservatore ha commentato che «[sulla] sua cappella, è stato detto, che era progettata come un sepolcro in cui nessuno tranne quelli del sangue reale dovrebbe mai essere sepolto; di conseguenza la volontà del fondatore è stata finora osservata, che tutto ciò che è stato finora ammesso è della massima qualità e può tracciare la loro discendenza da alcuni o altri dei nostri antichi re.» Negli anni successivi alcune persone non di discendenza aristocratica, tra cui Oliver Cromwell, furono sepolte lì, ma durante la Restaurazione della monarchia molte di queste persone furono dissotterrate.

## Volta a Ventaglio Pendente
La Cappella di Enrico VII è meglio conosciuta per la sua combinazione di soffitto a volta a ventaglio pendente. Andrew Reynolds si riferisce alla volta come "l'esempio più perfetto di una volta a ventaglio pendente, il tipo più ambizioso di corrente di volta nel periodo perpendicolare." In particolare, questo soffitto è stato anche il primo a combinare pendenti con volte a ventaglio.
La volta a ventaglio viene creata dividendo prima il soffitto in scomparti con volta a crociera. Queste volte a crociera sono create dalla combinazione di archi lungo il muro e archi trasversali più grandi che collegano la navata della cappella. Nella volta a ventaglio della Cappella Enrico VII, gli scomparti sono di forma quasi quadrata.
Gli scomparti sono poi a coste e pannellati. Le nervature, della stessa curva e dimensione, sono tagliate da singoli pezzi di pietra e ribattute in modo da adattarsi al meglio ai pannelli. Le nervature curve, che si estendono dallo stesso punto sulla parete, sono equidistanti l'una dall'altra, formando forme conoidi.
I conoidi risultanti, tuttavia, richiedono grandi forze di compressione per mantenere la forma.
I pennacchi di solito forniscono pressione lungo il bordo superiore dei conoidi. Nella Cappella Enrico VII, questi pennacchi vengono sostituiti con pendenti. I pendenti forniscono ancora la compressione necessaria per sostenere i conoidi e aggiungere complessità all'estetica della stanza.
I ciondoli hanno uno scopo strutturale aggiuntivo. I ciondoli sono ricavati da singole pietre e inseriti come pietre a cuneo negli archi trasversali. Combinandosi con gli archi trasversali, i pendenti non richiedono un supporto strutturale aggiuntivo.
Al momento della costruzione della cappella le volte pensili erano nuovissime; furono visti per la prima volta alla Divinity School di Oxford.

## Sepolture
- Anne de Mowbray, VIII contessa di Norfolk, duchessa di York
- Anna di Danimarca, regina consorte di Gran Bretagna
- Antoine Philippe, duca di Montpensier
- Arthur Penrhyn Stanley
- Carolina di Ansbach, regina consorte di Gran Bretagna
- Carlo II d'Inghilterra
- Edoardo V d'Inghilterra
- Edoardo VI d'Inghilterra
- Elisabetta I d'Inghilterra
- Elisabetta di York, regina consorte d'Inghilterra
- Esmé Stewart, II duca di Richmond
- Giorgio II di Gran Bretagna
- George Monck, I duca di Albemarle
- George Villiers, I duca di Buckingham
- Enrico VII d'Inghilterra
- Esmé Stewart, II duca di Richmond
- James Butler, I duca di Ormonde
- Giacomo I d'Inghilterra
- John Sheffield, I duca di Buckingham e Normanby
- Caterina di Valois, Regina consorte d'Inghilterra
- Ludovic Stewart, II duca di Lennox, II duca di Lennox e duca di Richmond
- Margaret Beaufort
- Margaret Douglas, contessa di Lennox
- Maria I d'Inghilterra
- Maria Stuarda
- Oliver Cromwell (Dissotterrato dopo la restaurazione della Monarchia)
- Anna di Gran Bretagna
- Principe Guglielmo, duca di Gloucester
- Maria II d'Inghilterra
- Riccardo Plantageneto, I duca di York
- Guglielmo III d'Inghilterra